# Staro mesto Heidelberg
Staro mesto Heidelberg tvori okrožje Altstadt na južnem bregu reke Neckar. Razteza se med reko in pobočjem Königstuhl pod Heidelberškim gradom. Ustanovljeno kot je bilo načrtovano v 13. stoletju in razširjeno v 14. stoletju, je bilo središče mesta do poznega 19. stoletja sinonim za mesto Heidelberg. Kot baročno mesto na srednjeveški zasnovi dolguje staro mestno jedro obnovi Heidelberga po uničenju leta 1693 v času devetletne vojne.

## Geografija
Zgodovinsko staro mesto Heidelberg se nahaja na levi strani, na južnem bregu reke Neckar, tik preden ta zapusti Odenwald v Zgornji dolini Rena, na ozkem Schwemmsandkeil. Ima obliko trikotnika z daljšo stranico 1900 metrov in krajšima okoli 450 metrov. Na jugu je omejen s hribom Königstuhl s svojimi strmimi stranskimi odrastki Gaisberg. Na nasprotnem severnem bregu Neckarja pa se dviguje Neuenheimer neposredno nad Heiligenberg.

## Oris okrožja Altstadt
Okrožje Altstadt ne vključuje le zgodovinskega območja srednjeveškega mesta na katerem je bil ustanovljen, temveč sega daleč na jug, na znatni del pobočja Königgstuhla. Kot četrt meji na staro mesto Schlierbach, ki se nahaja na drugem bregu Neckarja, zahodni in južni del na Rohrbach in Boxberg, tudi z Gaiberg, Bammental in Neckar Gemünder okrožje Waldhilsbach v treh občinah okrožja Rhein-Neckar. Za statistične namene je razdeljen na tri četrti. Navedeni podatki veljajo za leto 2012:
Četrt Kernaltstadt (105,7 ha, 5146 prebivalcev) obsega najstarejši del mesta med Universitätsplatz in Plankengasse. Gospodarstvu dominira gostinstvo, predvsem vzdolž glavne in spodnje ceste ter na območju med cerkvijo Svetega Duha in Starim mostom. Ta četrt vključuje relativno majhno zgornje, vzhodno ali Jakobsvorstadt, ki se nahaja med Plankengasse in Karlstor, iz 14. stoletja. Ime Jakobsstift je prvič omenjeno leta 1387, ko je bil leta 1685 v požaru uničen karmeličanski samostan. Nova stavba iz leta 1705 je bila porušena v obdobju po letu 1805. Del četrti je tudi območje gradu Heidelberg, grajski grič, ki je bil pravno ločen od mesta do 1743, in območje vzdolž Klingenteichstraße skupaj z Molkenkur. Na zahodnem robu starega mestnega jedra, v prehodnem območju do Voraltstadt obstajajo pomembne centralne institucije Univerze, vključno z dvema restavracijama.
Voraltstadt, četrt znana tudi kot zgornje ali zahodno predmestje, od Univerzitetnega trga zahodno do Bismarckplatza, kjer meji na četrt Bergheim. Izvira iz leta 1392 za namen preselitve prebivalstva po tem, ko je bila opuščena srednjeveška vasica Bergheim. Večji deli izven glavne osi so ostali, dokler so obstajali na začetku 19. stoletja odprti prostori vzdolž Plöck, šele od 1800 dalje so se začeli razvijati. Gospodarski poudarek je predvsem ob glavni cesti in to maloprodaja. Območje četrti je veliko 69,6 hektarjev, prebivalcev ima 4916.
Tretja četrt Königstuhl se zelo razlikuje od prejšnjih dveh. S 1202,6 hektara pokriva 87% območju tega dela mesta, a ima samo 0,13% ali 132 prebivalcev. Razprostira se na vrhu in velikem delu pobočja istoimenskega hriba in njegovega odrastka Gaisberg in je večinoma pokrit z gozdom, z nekaj jasami. Le 2,9% površine je pokrito s stavbami. Prebivalstvo je v glavnem skoncentrirano v zaselku Kohlhof, skladen razvoj je mogoče najti tudi okrog planote na vrhu Königstuhla. Tudi na območju četrti leži spominsko pokopališče in Inštitut za jedrsko fiziko Max Planck, kot tudi Speyer Hof. Poimenovan po nekdanjem županu mesta je bil prvotno Hofgut. Na tem mestu je od 1927 sanatorij, ki je zdaj del bolnišnice klinike skupine Schmieder.

## Ulice in trgi
Tloris starega mesta je urejen glede na topografijo. Tri ulice vodijo do reke in pobočja hriba: Neckarstaden in Am Hackteufel (B 37) na bregovih Neckar, osrednja ulica je Hauptstrasse in ob vznožju gore Friedrich-Ebert-Anlage. Poleg teh je v zahodnem območju starega mestnega jedra še Plock. Ta vodi v smeri vzhod-zahod povezuje sistemom pravokotnih ulic. Cestno omrežje kaže morfološke razlike med starejšim jedrom starega mesta s svojimi številnimi ulicami in manj diferenciranim starim predmestjem.

### Trgi
V starem mestnem jedru v Heidelbergu so od zahoda proti vzhodu po lokacijah naslednji pomembni trgi:
- Bismarckplatz leži zahodno od Sofienstraße, ki predstavlja zahodno mejo starega mestnega jedra in povezavo med Altstadt in Bergheim. Glavna cesta poteka na robu trga. Številne avtobusne in tramvajske proge imajo tu postajališče, Willy-Brandt-Platz pa je eno glavnih prometnih vozlišč v Heidelbergu in igra za razvoj Altstadta in javni prevoz veliko vlogo.
- Friedrich-Ebert-Platz se nahaja na južnem robu starega mestnega jedra na Friedrich-Ebert-Anlage. Predhodno uporabljen kot je parkirišče, je bil med letoma 2008 -  2010 preoblikovan, tako da je bilo pod trgom zgrajeno podzemno parkirišče. Spomeniško zaščiteno neoklasično kolonadno stebrišče, zgrajeno leta 1927 na severni strani trga, so porušili. Prvotno je imelo funkcijo tržnice, vendar je bilo zaprto zaradi slabega stanja.
- Universitätsplatz je osrednji trg v starem mestnem jedru. Ta se razprostira pod kotom zahodno in južno od Stare Univerze. Na severu se dotika Haupstrasse, na njenem južnem robu je Nova Univerza. Grabengasse na svoji zahodni meji teče namesto starega mestnega obzidja in označuje mejo med Kernaltstadt in Voraltstadt. Prvotno je bil na Univerzitetnem trgu avguštinski samostan, v katerem je potekal leta 1518 Heidelberg Disputation in v katerem je Martin Luther zagovarjal svoje teze. Po njegovem uničenju v devetletni vojni, samostan ni bil nikoli obnovljen, namesto njega je na njenem mestu leta 1705 nastal Paradenplatz, ki je bil kasneje preimenovan Ludwigsplatz in današnji Universitätsplatz.
- Marktplatz se nahaja ob Cerkvi Svetega Duha v središču starega mestnega jedra in je bil že del najstarejšega mestnega načrta v Heidelbergu. Na južni strani ga prečka Hauptstrasse. Na vzhodu trga je Mestna hiša (Rathaus). Na sredi trga je Herkulov vodnjak, zgrajen med 1706 - 1709 in je opomin velikim prizadevanjem za obnovo mesta. Severno od cerkve Svetega Duha se nahaja del trga, ki se imenuje Fischmarkt.
- Kornmarkt  (Žitni trg) je kvadratek v bližini Marktplatza na južni strani Haupstrasse. Tu stoji kip Marije, ki ga je zasnoval kipar Pieter van den Branden. Volilni knez Karel III. Filip ga je dal postaviti leta 1718 kot viden znak protireformacije.
- Karlsplatz se nahaja v vzhodnem delu starega mesta, južno od Hauptstrasse. Ta nenavadno velik odprt trg je bil zgrajena leta 1807 na mestu štiri leta prej porušenega  Frančiškanskega samostana. V letu 1978, je Michael Schoenholtz zasnoval vodnjak v središču trga, ki spominja na humanista in kosmografa Sebastiana Münsterja (1488-1552), ki je delal začetku 16. stoletja v frančiškanskem samostanu. Na Karlsplatz je stavba Heidelberške akademije znanosti in baročna spomeniško zaščitena stavba Palais Boisserée (zgradil jo je volilni knez Franz von Sickingen 1703-1705, v raznih obdobjih je imela različne funkcije, danes je v njen Germanistische Seminar heidelberške Univerze).